# Olga Rubtsova
Olga Nikolaevna Rubtsova (em russo:  Ольга Николаевна Рубцова Moscou, 20 de Agosto de 1909 — 13 de Dezembro de 1994) foi uma enxadrista soviética e a quarta Campeã Mundial Feminina de Xadrez.

## Carreira
Rubtsova venceu o Campeonato Feminino Soviético quatro vezes (1927, 1931, 1937 e 1948). Ela ficou em segundo lugar no Campeonato Mundial Feminino de Xadrez de 1949-50, um ponto atrás de Lyudmila Rudenko. Ela conquistou o título mundial em 1956, terminando à frente de Rudenko e Elisaveta Bykova. Rubtsova perdeu o mundial para Bykova em uma partida em 1958.
A FIDE lhe concedeu o título de Mestre Internacional Feminino (WIM) em 1950, Mestre Internacional (IM) em 1952 e Grande Mestre Feminina (WGM) em 1976.
Participou da primeira Olimpíada Feminina de Xadrez em 1957, ganhando o ouro por equipes.
Rubtsova também jogava xadrez por correspondência, ⁣e se tornou a primeira campeã mundial da categoria em 1972. (ela terminou em segundo o campeonato seguinte, perdendo o título para Lora Jakovleva na prorrogação, e em quinto no campeonato seguinte). Ela é a única pessoa a se tornar campeã mundial de xadrez over-the-board e xadrez por correspondência.

## Homenagens
Foi nomeada para o Hall da Fama Mundial do Xadrez em 2015.